# Selenca
Selenca is een geslacht van hooiwagens uit de familie Assamiidae.
De wetenschappelijke naam Selenca is voor het eerst geldig gepubliceerd door Sørensen in 1896. 

## Soorten
Selenca is monotypisch en omvat slechts de volgende soort:
- Selenca maculata